# بودیل یورگنسن
بودیل یورگنسن (دانمارکی: Bodil Jørgensen؛ زادهٔ ۳ مارس ۱۹۶۱) یک بازیگر اهل دانمارک است.
از فیلم‌ها یا برنامه‌های تلویزیونی که وی در آن نقش داشته است، می‌توان به آنچه ما نیاز داریم عشق است، احمق‌ها، انسان و مرغ، قصاب‌های سبز و در یک دنیای بهتر اشاره کرد.